# Duodenal switch
Duodenal switch (DS), även kallad biliopancreatic diversion with duodenal switch (BPD/DS) är en operationsmetod som går ut på att både minska magsäcken och koppla bort en stor del av tunntarmen, så att ungefär en meter blir kvar där galla och föda blandas. Bara ett fåtal sjukhus utför operationen och duodenal switch utgör enbart under 1% av alla som är överviktsopererade. Duodenal switch används på patienter med extrem fetma (BMI över 50). Tidigare gjordes DS med "öppen" teknik men nu har operationsmetoden förbättras och de flesta opereras med titthålskirurgi. 

## Fördelar
- Ökad viktnedgång och mindre risk att öka i vikt jämfört med gastric bypass (gastrisk bypass) och sleeve gastrectomy (gastrisk sleeve) [2][3].
- Bättre effekt på diabetes mellitus och minskad risk för återfall jämfört med gastric bypass och sleeve gastrectomy[4][2].
- Mindre risk för dumping jämfört med gastric bypass.

## Nackdelar
- Ökad risk för anemi och andra näringsbrister[5]
- Kirurgiska komplikationer så som tarmvred eller bråck.